# Carlos Marchena
Carlos Marchena López (kendt som Carlos Marchena eller blot Marchena) (født 31. juli 1979 i Sevilla) er en spansk tidligere fodboldspiller, der gennem karrieren spillede for blandt andet Sevilla, Benfica, Valencia og Villarreal.

## Landshold
Marchena spillede for Spaniens fodboldlandshold. Han spillede både på U/20- og U/21-holdet, og han var med på det spanske hold ved OL 2000 i Sydney. Holdet blev nummer to i sin indledende pulje efter Chile og vandt derpå 1-0 over Italien i kvartfinalen samt 3-1 over USA i semifinalen. Finalen mod Cameroun blev dramatisk, da Spanien først kom foran 2-0, men camerounerne kom tilbage og udlignede til 2-2. Det var også stillingen efter forlænget spilletid, så der måtte en straffesparkskonkurrence til at afgøre den. Her scorede Cameroun på alle fem forsøg, mens spanierne brændte ét, så Cameroun blev olympiske mestre, mens Spanien fik sølv og Chile bronze. Marchena spillede de to første puljekampe samt alle knockout-kampe (kvartfinalen dog kun første halvleg).
Han fik 69 A-landskampe og var med til at blive europamester i 2008 samt blive verdensmester i 2010. Han deltog også ved EM i 2004, VM i 2006, Confederations Cup 2009.

## Resultater

### Valencia CF
- La Liga: 2002, 2004
- UEFA Cup: 2004

### Spanien
- EM i fodbold: 2008
- VM i fodbold: 2010